# Route nationale 366
Die Route nationale 366, kurz N 366 oder RN 366, war eine französische Nationalstraße.
Die Straßennummer wurde 1933 erstmals in das Nationalstraßennetz aufgenommen.
Der Streckenverlauf führte von Reims nach Vervins.
Am Militärflugplatz Reims-Champagne wurde die ursprünglich kerzengerade geführte Straße im Bogen weiter westlich verlegt.
Im Jahr 1973 erfolgte die Herabstufung zu Département-Straßen.
1978 wurde die Straßennummer erneut für eine neu in Betrieb genommene Schnellstraße verwendet, die zwischen Kingersheim und Mülhausen führte und in Anlehnung an die Nationalstraße N66 entstand.
Im Jahr 1985 erfolgte dann die Abstufung zur Département-Straße D430.